# Бамага
Бама́га (Калав-Кавав-Я; англ. Bamaga, Kalaw Kawaw Ya) — невелике містечко (таун) на крайній півночі Австралії, є чи не найпівнічнішим містом на материку. Знаходиться за 40 км від мису Йорк в штаті Квінсленд.
Містечко було засноване 1947 року у зв'язку з відкриттям тут джерел прісної води. Через розвиток у містечку промисловості та будівництва аеропорту Бамага стала центром Північної Півострівної території штату Квінсленд.